# Bombyx mori
La mariposa o gusano de seda (Bombyx mori) es una especie de insecto lepidóptero de la familia Bombycidae. Fue domesticada a partir de la polilla salvaje Bombyx mandarina, que se extiende desde el norte de la India hasta el norte de China, Corea, Japón y las regiones más orientales de Rusia. El gusano de seda doméstico proviene de polillas salvajes chinas. Se cría hoy en muchas regiones del mundo para aprovechar el capullo que protege a su crisálida, constituido por un extenso filamento de seda, producido por la oruga al retraerse para la metamorfosis. Aunque existen otras especies seríferas, B. mori es la más extendida, y la conocida habitualmente como gusano de seda.

## Ciclo vital
Los gusanos de seda, como cualquier otra oruga, pasan por cuatro fases básicas de desarrollo: huevo, larva, crisálida o pupa e imago. El ciclo biológico en días:
- 1.ª muda: a los 3 días.
- 2.ª muda: a los 4 días.
- 3.ª muda: a los 5 días.
- 4.ª muda: a los 6 días.
- Capullo: a los 10 días.
- Mariposa: a los 24 días.

### Huevo
Los huevos tienen entre 1  y 1,5 mm de largo. Su cáscara es una membrana de materia quitinosa, que va desde el amarillo claro al gris pizarra y finalmente a un tono violáceo o verdoso. Los huevos sin fertilizar se distinguen inmediatamente por mantener la coloración amarillenta, los grises oscuros son normales, si tienen un color verdoso pronto eclosionarán.

#### Mudas
Cuando van a mudar, permanecen inmóviles durante uno o dos días, dejan de comer, hacen una pequeña base de seda y quedan con la cabeza levantada y apoyados solo en las patas traseras (situación llamada sueño de muda), no deben tocarlos, ya que pueden desprenderse de su sujeción y luego no poder quitarse la piel.
Mudan primero la cápsula cefálica (que a medida que va encogiendo permite saber la proximidad del momento de la muda) de la que surgirá una cabeza de color claro y de tamaño notablemente mayor a la anterior y después la cutícula externa y una pequeña parte de la cutícula interna. Tras mudar, el color de la oruga parece "sucio", y su piel arrugada y algo húmeda, se seca y alisa transcurridas unas horas.
Tras cuatro de estas metamorfosis, la larva alcanza los 8 cm de longitud; los doce segmentos en los que está estructurada son claramente visibles, el color gris del nacimiento tornará bien a blanco o amarillo claro o bien a blanco con bandas negras que separan los segmentos.

### Crisálida

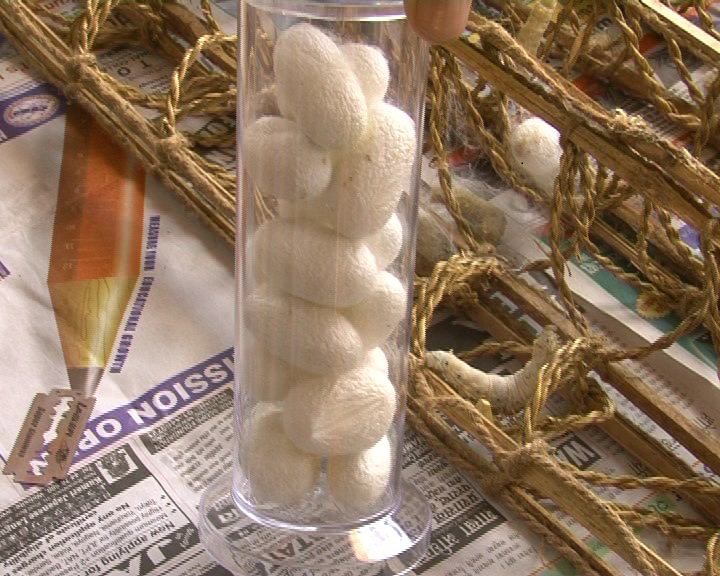
Capullos de B. mori

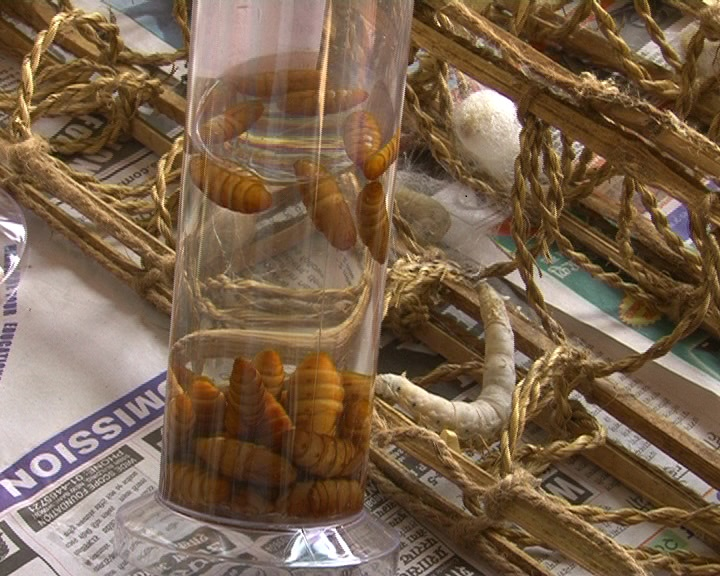
Pupas

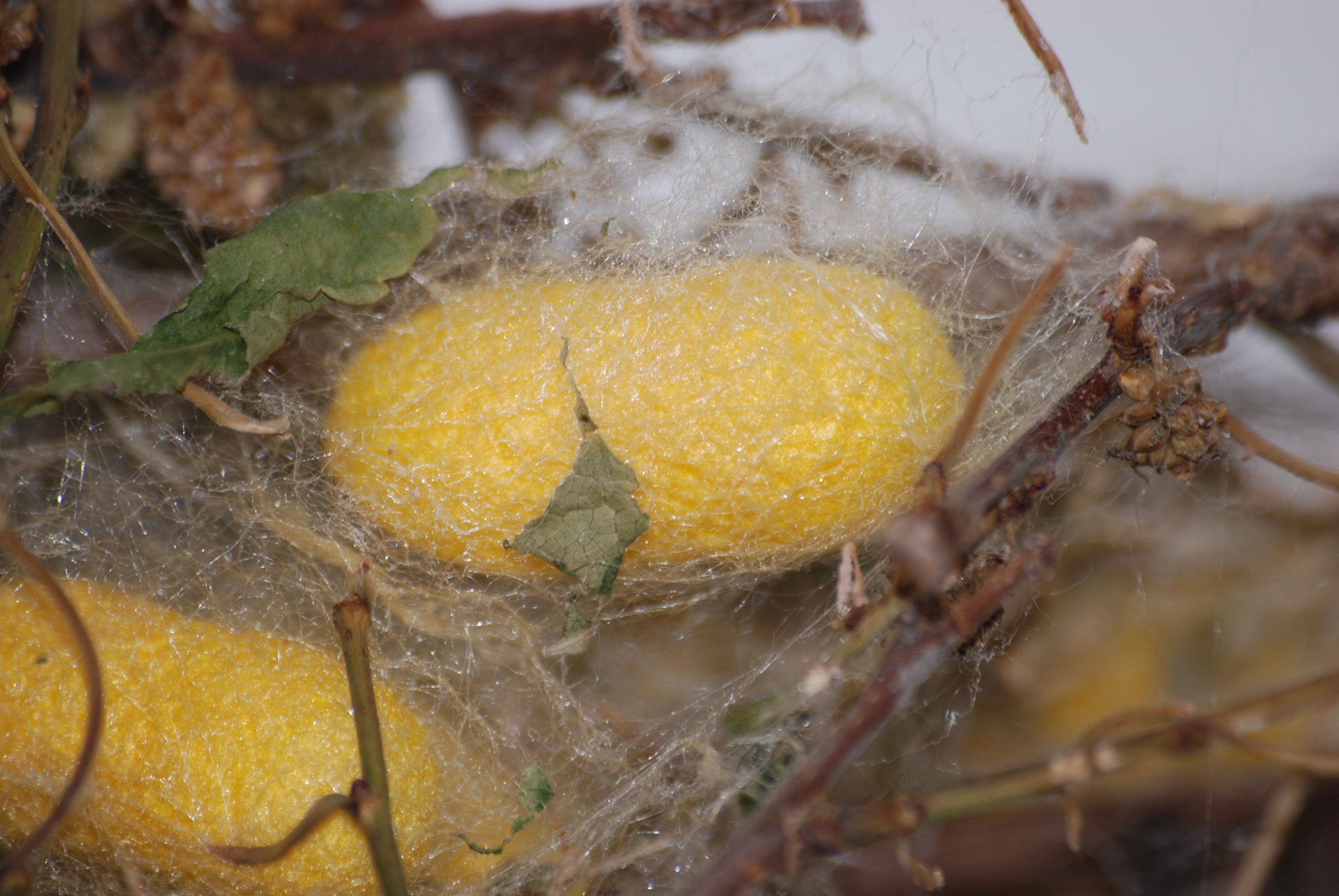
Capullos de Bombyx mori.

Al cabo de alrededor de un mes, la oruga busca un lugar seco y aislado, en donde fabricará el capullo para la fase de crisálida (también conocida como pupa); este puede ser de color blanco, amarillo, naranja o rosado.
Cuando faltan de dos a cuatro días para hacer el capullo, los gusanos suelen ir amarilleando desde la cola progresivamente hasta la cabeza. La zona más amarilla se hace más blanda y el gusano se encoge de tamaño. Suelen defecar de color verde y más blando, algunos incluso líquidos verdosos o amarillentos. Se vuelven más torpes al andar y las patas tienen menos agarre.
La larva emplea el almidón de las hojas de morera que ha consumido, transformado en dextrina por su metabolismo, para producir el hilo de seda. El aparato destinado a este efecto está compuesto por dos glándulas ubicadas debajo del tracto digestivo, cuyos conductos van a dar a la hilera situada en el undécimo anillo. El material, líquido en el interior del cuerpo, se solidifica en contacto con el aire. Girando sobre sí misma, fabrica alrededor de su cuerpo una envoltura oval formada por un único hilo de hasta mil quinientos metros de largo. El proceso le ocupa dos o tres días. El vaciado completo de las glándulas de seda incita la pupación, que dura unos veinte días en condiciones normales, al cabo de los cuales surge una nueva mariposa.
En ocasiones y por diferentes circunstancias (comida escasa o inadecuada, defectos genéticos, condiciones externas adversas…) los gusanos no logran crear su capullo y deben realizar la metamorfosis al descubierto lo cual, aunque reduce su probabilidad de supervivencia, no es un impedimento para la finalización normal de su ciclo vital.
El capullo está hecho de un hilo de seda cruda de 300 a aproximadamente 900 m (1000 a 3000 pies) de largo. Las fibras son muy finas y brillantes, de aproximadamente 10 μm (0,0004 in) de diámetro. Se requieren alrededor de 2,000 a 3,000 capullos para hacer 1 libra de seda (0.4 kg). Cada año se producen al menos 70 millones de libras de seda cruda, lo que requiere casi 10 mil millones de capullos.

### Mariposa

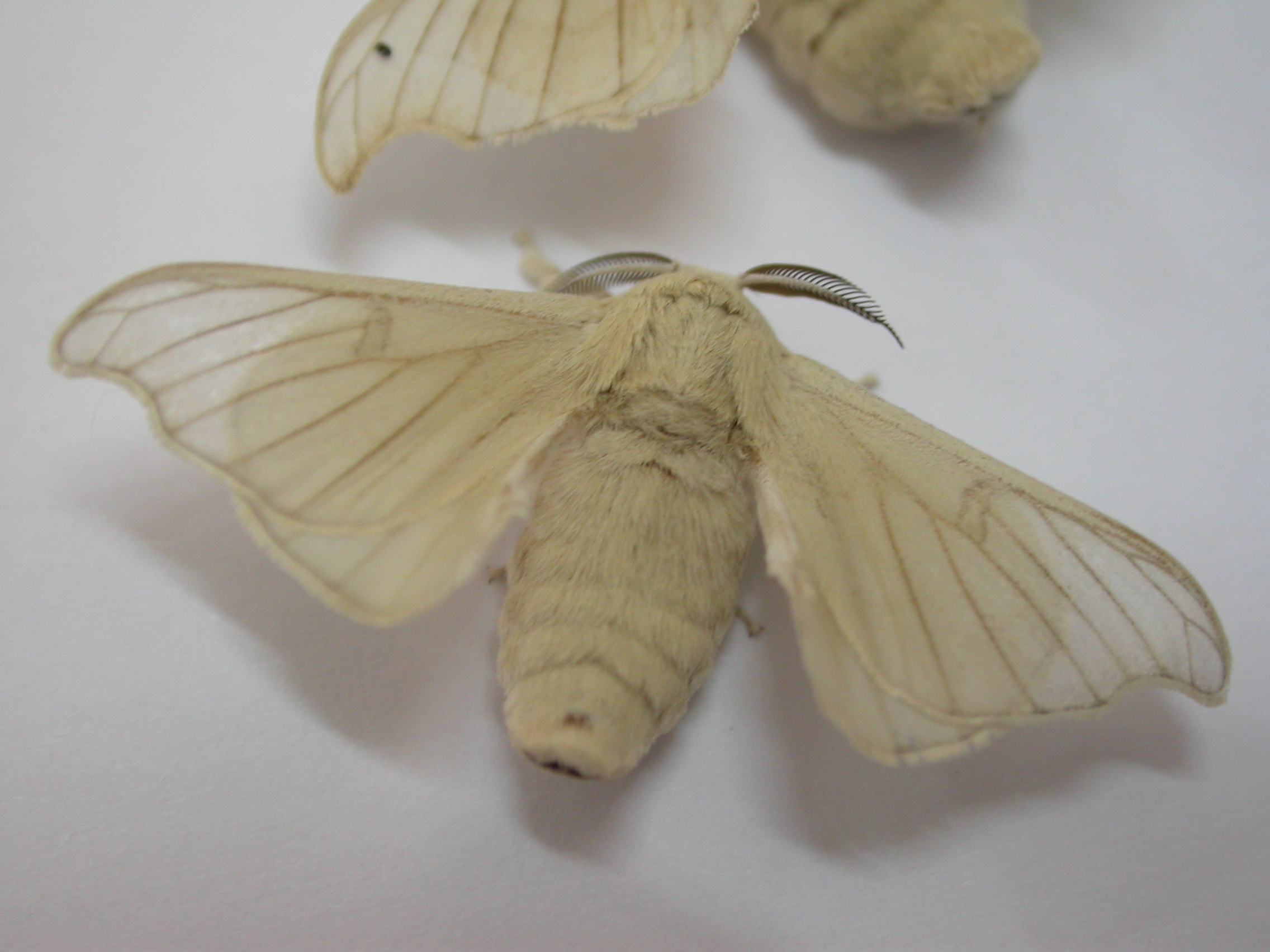
Ejemplar macho adulto.

Al eclosionar de la crisálida, la mariposa rompe el capullo con una secreción ácida que separa los hilos de seda y sale al exterior, durante los tres a quince días que suele vivir no se alimentará, tan solo buscará pareja para poder efectuar una puesta.
Las mariposas suelen eclosionar de noche.
Al salir y días después, la hembra expulsa líquido interno de colores del naranja al marrón. El macho es de un tamaño ligeramente menor se mueven mucho más que las hembras; además, tienen el abdomen más estilizado y alas más grandes, aun así es muy raro que alguno de ellos logre alzar el vuelo.
La cópula dura algunas horas en las cuales los sujetos apenas se moverán y quedarán enlazados por la punta del abdomen. En este proceso intercambian material genético. Después el macho buscará otra pareja y la hembra se dedica a la puesta, en la cual pegará sus huevos mediante un potente adhesivo, y tiempo después morirá.

## Historia
En China existe una leyenda que dice que el descubrimiento del gusano de seda fue hecho por una antigua emperatriz llamada Xi Lingshi. Se dice que mientras tomaba el té bajo una morera de su jardín en el palacio real, algo cayó a su taza de té (un capullo de gusano de seda). Cuando quiso sacarlo, este se deshilachó y ella, una tejedora experta, lo tomó y empezó a tejer con él. Este secreto de la seda no fue difundido fuera de China, ya que era algo excepcional, guardándose muy bien ese secreto hasta aproximadamente mil quinientos años después de su descubrimiento.
Ha sido objeto de considerable estudio el genoma del gusano de seda y su datación, dada su larga historia y su importancia económica, que presentan hasta trescientos cincuenta y cuatro genes vinculados a su utilidad productiva. Su antigüedad, analizando el genoma de los gusanos, se ha establecido en cinco mil años.

## Usos beneficiosos para el ser humano

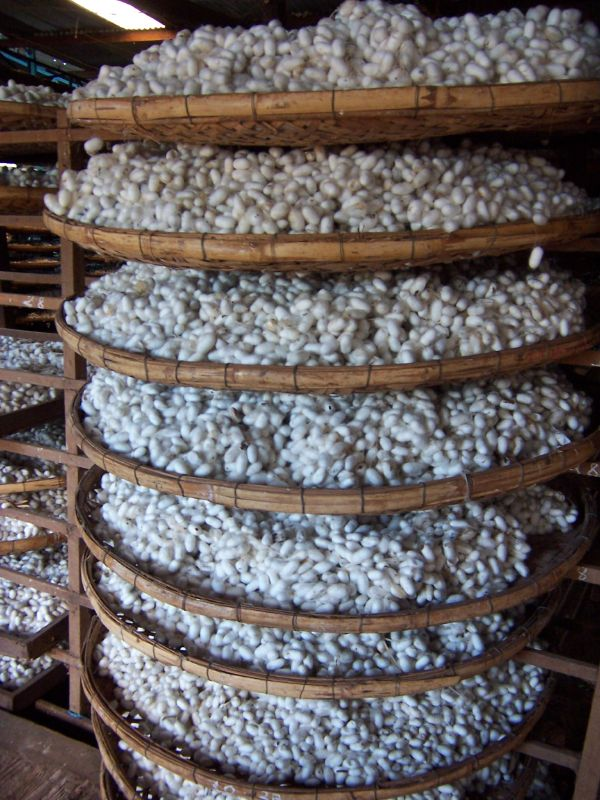
Producción comercial

### Uso industrial
El uso principal de los gusanos de seda desde la antigüedad ha sido la obtención de la preciada seda. Al eclosionar la mariposa, emplea sus mandíbulas y un líquido ácido que segrega para romper el capullo, haciéndolo así inservible. Para su empleo comercial, las pupas se matan alrededor del décimo día después de finalizado el capullo, sea sumergiéndolas en agua hirviendo o empleando vapor. El capullo luego se deshace cuidadosamente y el hilo se lava para quitar la sustancia adhesiva que lo mantenía unido antes de proceder a su tejido.
En la cocina coreana, el gusano de seda se consume hervido, frito o como ingrediente de salsas. Al comer el gusano frito, el aspecto más importante es el jugo.[cita requerida]
En la medicina tradicional china, el Bombyx mori (gusano tieso, en chino simplificado: 僵蚕; chino tradicional: 僵蠶; pinyin: jiāngcán), las larvas muertas a causa de la infección del hongo Beauveria bassiana se denominan Bombyx batryticatus, se emplean como tónico para disolver flemas y aliviar espasmos.

### Uso doméstico
Los gusanos de seda son utilizados en el ámbito doméstico como mascotas y como "guías didácticas" para aprender el ciclo vital y metamorfosis de las orugas. Esto se debe a su facilidad para alimentarlos (pues solo hay que darles hojas de morera), a sus escasas atenciones, su fácil limpieza, su rentabilidad, y al hecho de que son totalmente pacíficos e inofensivos, pudiéndoseles coger y tocar sin peligro alguno.

### Uso en investigación científica

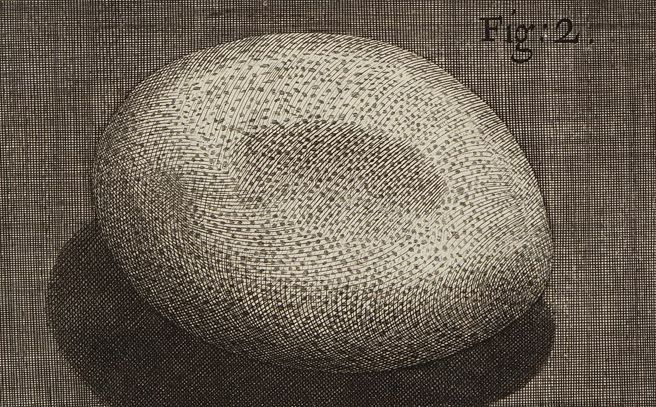
Huevo de gusano de seda, Hooke's Micrographia, 1665

El gusano de seda es un organismo modelo para el estudio de la biología de artrópodos, especialmente de lepidópteros, gracias a su pequeño tamaño y facilidad de cultivo. Se han efectuado descubrimientos fundamentales sobre feromonas, hormonas, estructuras cerebrales y fisiología. Un ejemplo importante es el descubrimiento de bombicol, la primera feromona estudiada, que requirió la extracción de quinientos mil ejemplares debido a sus cantidades minúsculas. 
Actualmente la investigación se concentra en la genética y la posibilidad de ingeniería genética. Se mantiienen centenares de cepas o líneas genéticas y se han descrito más de cuatrocientas mutaciones. Otras fuentes calculan que hay mil líneas puras en el mundo.
El genoma completo fue publicado en 2008 por el International Silkworm Genome Consortium. Es un genoma de tamaño mediano de cuatrocientos treinta y dos  pares de megabases.
Las tecnologías de cribado basadas en CRISPR han acelerado enormemente la anotación funcional de los genomas y han proporcionado una canalización rentable para descubrir genes diana en determinados contextos.

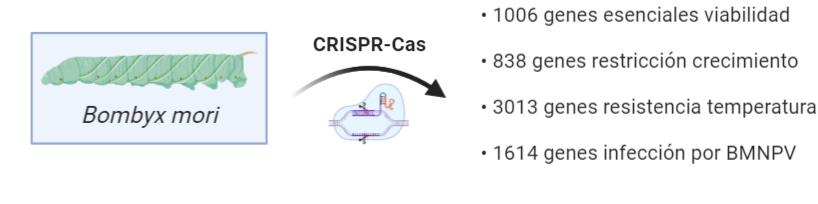
Cribado genético con CRISPR Cas en el gusano de la seda

Se realizó por Chang y colaboradores el primer enfoque de cribado genético para investigar rápidamente la función de los genes de B. mori a escala genómica, sentando las bases para nuevos cribados genéticos contra diversos procesos biológicos.
Kraig Biocraft Laboratories ha utilizado investigaciones de las Universidades de Wyoming y Notre Dame en un esfuerzo colaborativo para crear un gusano de seda genéticamente alterado para producir seda de araña. En septiembre de 2010, se anunció que el esfuerzo había sido un éxito.
Los investigadores del Tufts Medical Center desarrollaron andamios hechos de seda esponjosa que se asemejan similares al tejido humano. Se implantan durante la cirugía reconstructiva para sostener o reestructurar ligamentos, tendones y otros tejidos dañados. También crearon implantes hechos de seda y compuestos farmacológicos que se pueden implantar debajo de la piel para una liberación constante y gradual de los medicamentos.
Investigadores del MIT Media Lab experimentaron con gusanos de seda para ver qué tejerían cuando los dejaran en superficies con diferentes curvaturas. Descubrieron que en redes de líneas particularmente rectas, los gusanos de seda conectaban líneas vecinas con seda, tejiendo directamente sobre la forma dada. Utilizando este conocimiento, construyeron un pabellón de seda con 6.500 gusanos de seda durante varios días.
Los gusanos de seda se han utilizado en el descubrimiento de antibióticos, ya que tienen varias características ventajosas en comparación con otros modelos de invertebrados. Antibióticos como la lisocina E, un péptido no ribosómico sintetizado por Lysobacter sp. RH2180-5 y GPI0363 se encuentran entre los antibióticos notables descubiertos utilizando gusanos de seda. Además, se seleccionaron antibióticos con parámetros farmacocinéticos apropiados que se correlacionaban con la actividad terapéutica en el modelo de infección por gusanos de seda.
Los gusanos de seda también se han utilizado para la identificación de nuevos factores de virulencia de microorganismos patógenos. Se realizó una primera detección a gran escala utilizando una biblioteca de mutantes de transposones de la cepa USA300 de Staphylococcus aureus que identificó 8 nuevos genes con funciones en plena virulencia de S. aureus. Otro estudio realizado por el mismo equipo de investigadores reveló, por primera vez, el papel de YjbH en la virulencia y la tolerancia al estrés oxidativo in vivo.

## Leyendas

### China
En China, una leyenda narra que el descubrimiento de la seda del gusano de seda lo hizo una antigua emperatriz llamada Leizu, la esposa del Emperador Amarillo, también conocido como Xi Lingshi. Tomaba un té debajo de un árbol cuando un capullo de seda cayó dentro de su taza. Al cogerlo se dio cuenta de que podía enrollar el hilo de seda alrededor de su dedo, sintiendo lentamente una cálida sensación. Cuando la seda acabó, vio una pequeña larva. En apenas un momento, se dio cuenta de que esta la larva era una oruga que era la fuente de la seda. La emperatriz mostró esto a otras personas que extendieron el descubrimiento. Hay muchas otras leyendas sobre el gusano de seda.
Los chinos guardaban sus conocimientos sobre la seda en secreto, pero, según una historia, una princesa china dada en matrimonio a un príncipe de Khotan llevó al oasis el secreto de la fabricación de la seda, "escondiendo gusanos de seda en su cabello como parte de su dote", probablemente en la primera mitad del siglo I d. C. Aproximadamente en el 550 d. C., se dice[¿quién?] que los monjes cristianos sacaron, de contrabando gusanos de seda en un palo hueco, fuera de China y vendieron el secreto al Imperio Bizantino.